# Devil's Calling/Angel's Cry
Devil’s Calling/Angel’s Cry é um single em CD de edição limitada da banda japonesa de visual kei Deviloof, lançado em 22 de julho de 2020. De acordo com o site da banda, o CD seria lançado exclusivamente por correspondência e não seria vendido em nenhuma das principais lojas de música japonesas ou em nenhum serviço de streaming.

## Musicalidade
O CD de edição limitada conta com duas faixas, como o nome sugere, "Angel's Cry" e "Devil's Calling". O Deviloof publicou em seu Twitter oficial uma prévia com duas faixas contrastantes. A faixa "Devil’s Calling" foi descrita como "o lado diabólico", ela manifesta um estilo grindcore e é uma das canções mais pesadas da banda até hoje com vocais guturais do vocalista Keisuke por toda a música. Na outra faixa, o descrito "lado angelical" de "Angel’s Cry", apresenta um som de power metal adequado com os vocais do guitarrista Ray. Esse gênero é uma área menos explorada pela grupo até então. Diferente do guitarrista Ray parcialmente já haver participado dos vocais para diversas músicas do Deviloof como "Dusky-Vision", neste caso ele é o vocalista principal e seus vocais se estendem pela música inteira, junto com suas descritas "melancólicas melodias".

## Sobre
Produzido em poucas cópias físicas, pôde ser comprado unicamente no Japão por um pedido de e-mail, sendo recebido por meio de correio, não sendo comercializado em nenhuma das principais lojas de música do Japão e de acordo com o site oficial da banda, não há planos de ser disponibilizado nos serviços de streaming. o que faz dele, segundo o site de notícias sobre rock japonês, o JROCK NEWS, "uma joia rara". O lançamento previsto era em 11 de março de 2020, mas por consequência da pandemia de COVID-19, o lançamento oficial foi afetado, sendo lançado oficialmente mais tarde, em 22 de julho.

## Faixas
Todas as letras escritas por Daiki. 
| N.º            | Título            | Música         | Duração |  |
| 1.             | "Angel's Cry"     | Ray e Daiki    | 6:21    |  |
| 2.             | "Devil's Calling" | Keisuke        | 3:30    |  |
| Duração total: | Duração total:    | Duração total: | 9:52    |  |

## Ficha técnica

### Deviloof
- Keisuke (桂佑) - vocal
- Ray - guitarra, vocais de apoio
- Aisaku (愛朔) - guitarra
- Daiki (太輝) - baixo
- Kanta (幹太) - bateria